# سین‌بایو (زیست‌شناسی مصنوعی)
سین‌بایو یک پروژه بلند مدت است که در سال ۲۰۱۱ با هدف ایجاد داروهای مبتکرانه، از جمله آنچه که به عنوان Biobetters شناخته می‌شوند، آغاز شد. این پروژه یک تلاش مشترک برای چندین شرکت دارویی روسی و بین‌المللی است. بزرگ‌ترین شرکت‌کننده خصوصیِ سین‌بایو، مؤسسه سلول‌های بنیادی جنینی (HSCI)، یک شرکت بیوتکنولوژی روسی پیشرو است و «روس‌نانو» یک سرمایه‌گذار کلیدی است. این پروژه یک نمونه برجسته از هم‌کاری بین‌المللی بین پژوهشگران در روسیه، انگلیس و آلمان است. شرکت پروژه خاص SynBio LLC در مسکو مستقر است.
در حال حاضر، SynBio LLC، نُه دارو را براساس سه سکوی بیوتکنولوژی (histone, PolyXen و Gemacell)برای درمان بیماری‌های کبد، بیماری‌های قلبی عروقی، سرطان خون مزمن، کمبود هورمون رشد و دیابت در حال توسعه است.
پروژه سین‌بایو (زیست‌شناسی مصنوعی) نیز مستلزم ایجاد تأسیسات تولید مدرن است. این تسهیلات به تولید مواد دارویی و داروهای آماده بازار، زمانی که آن‌ها با موفقیت آزمایش بالینی را تجربه کرده‌اند، اختصاص خواهد یافت.
همچنین می‌توانید صفحه ویکی‌پدیای زیست‌شناسی مصنوعی را هم ببینید.